# Tra le mani... le mie canzoni
Tra le mani… le mie canzoni è una raccolta del cantautore Massimo Ranieri, pubblicata il 14 febbraio 2025 per Warner Music Italia. La compilation contiene il brano Tra le mani un cuore, con cui il cantautore ha gareggiato al 75º Festival di Sanremo.

## Tracce

### CD1
1. Tra le mani un cuore – 3:15
2. Vent'anni – 2:58
3. Mi troverai – 4:31
4. Ti penso – 4:17
5. Tutte le mie leggerezze – 5:14
6. La vestaglia – 4:35
7. Erba di casa mia – 3:41
8. Rose rosse – 3:18
9. Perdere l'amore – 4:11
10. Se bruciasse la città – 3:13
11. Lettera al di là del mare – 3:37

Durata totale: 42:50

### CD2
1. Quando l'amore diventa poesia – 2:57
2. Immagina – 4:32
3. Ti ruberei – 3:03
4. La casa di mille piani – 3:52
5. Mia ragione – 4:13
6. Noi che ci amiamo – 4:17
7. L'amore è un attimo – 3:34
8. È diventato amore – 2:35
9. Le braccia dell'amore – 3:02
10. Tutto quello che ho – 4:07

Durata totale: 36:12